# IC 4786
IC 4786 је спирална галаксија у сазвјежђу Телескоп која се налази на листи објеката дубоког неба у Индекс каталогу.
Деклинација објекта је - 56° 41' 42" а ректасцензија 18h 52m 44,8s. Привидна величина (магнитуда) објекта IC 4786 износи 15,1 а фотографска магнитуда 15,9. IC 4786 је још познат и под ознакама ESO 183-24, PGC 62526.